# Pimonte
Pimonte – miejscowość i gmina we Włoszech, w regionie Kampania, w prowincji Neapol.
Według danych na rok 2004 gminę zamieszkiwało 5888 osób, 490,7 os./km².